# Bkub Ōkawa
Bkub Ōkawa (大川ぶくぶ Ōkawa Bukubu?, nacido el 3 de octubre de 1986) es un ilustrador y mangaka japonés. Ōkawa debutó profesionalmente en 2008 con la serie de manga Super Elegant y alcanzó la popularidad con su serie de 2014 Pop Team Epic. Ōkawa también colabora habitualmente con la franquicia Ensemble Stars!.

## Carrera
Antes de hacer su debut comercial, Okawa dibujó dōjinshi bajo el nombre de círculo Fuminbain. En 2008, lanzó su primera serie, Super Elegant, a través de Dengeki G's Festival! Comic. Además de dibujar manga, como colaborador, Ōkawa colabora regularmente con otras franquicias como Ensemble Stars! y King of Prism.
El 3 de octubre de 2021, Ōkawa lanzó un canal de YouTube para celebrar su 35 cumpleaños. Más tarde debutó como VTuber el 21 de junio de 2022, usando un modelo diseñado por Nekosuke Okogemaru y vendido en el sitio web de recursos Nizima.

### Violaciones de derechos de autor
La cuenta de Twitter de Ōkawa se suspendió temporalmente el 8 de junio de 2018. Después de que se restableció su cuenta, Ōkawa declaró que el motivo de la suspensión se debió a la infracción de derechos de autor de un dibujo que publicó de MS-09B Dom de Mobile Suit Gundam; sin embargo, algunos comentaristas en línea han discutido que la suspensión puede haber sido el resultado de un ataque coordinado de sus detractores o de las frívolas amenazas de muerte que Ōkawa le había hecho a Lawson.
El 4 de octubre de 2018, el mangaka Buichi Terasawa acusó a Ōkawa de infracción de derechos de autor por una sudadera de colaboración de Pop Team Epic y la marca de moda Candy Stripper. La sudadera había parodiado la serie de manga Cobra de Terasawa y hacía referencia directa a la serie en la descripción del producto. Ōkawa publicó una disculpa, mientras que la sudadera se retiró de la venta.

## Vida personal
El 30 de abril de 2022, Ōkawa anunció a través de Twitter que se había casado; él y su esposa habían estado viviendo juntos desde 2020.

## Obras

### Como creador
| Año  | Título                                              | Sitio web/revista           | notas                          |
| ---- | --------------------------------------------------- | --------------------------- | ------------------------------ |
| 2008 | Super Elegant (スーパーエレガント?)                 | Dengeki G's! Festival Comic | [ 3 ]                          |
| 2012 | Mission Impossible (ミッソンインパッセボーゥ?)      | Manga Life Win              | [ 1 ]                          |
| 2014 | Pop Team Epic (ポプテピピック?)                     | Manga Life Win              | [ 10 ]                         |
| 2015 | Risu Bokkuri (リスボックリ?)                        | Comic Gum                   | [ 11 ]                         |
| 2016 | Hoshiiro Girl Drop (☆色ガールドロップ?)             | Manga Life Win              | [ 12 ]                         |
| 2016 | Hyper Ultra Girlish (ハイパーウルトラガーリッシュ?) | Dengeki Maoh                | [ 3 ] [ 13 ]                   |
| 2016 | Honey Come Chakka (ハニカムチャッカ?)               | Twi 4                       | [ 14 ] [ 15 ]                  |
| 2017 | Ensembukubu Stars! (あんさんぶくぶスターズ！?)      | Dengeki Online              | Parodia gag de Ensemble Stars! |
| 2019 | Poputan (ぽぷたん?)                                 | Manga Life Win              | [ 10 ]                         |
| 2020 | Ensembukubu Stars!! (あんさんぶくぶスターズ！！?)   | Dengeki Online              | Parodia gag de Ensemble Stars! |

### Como colaborador
| Año  | Título | notas  |
| ---- | --- | ------ |
| 2014 | Comic Market 86 Edition! Ai-Mai-Mi Official Anthology Comic (COMIC MARKET 86 EDITION！ あいまいみーオフィシャルアンソロジーコミック?) | [ 18 ] |
| 2016 | Fate/Grand Order Anthology Comic: Star (Fate/Grand Order アンソロジーコミック STAR?)                                                  | [ 19 ] |
| 2016 | King of Prism by Pretty Rhythm Comic Anthology (KING OF PRISM by PrettyRhythm コミックアンソロジー?)                                  | [ 20 ] |